# دستجرد (كوه بنج)
دستجرد (بالفارسية: دستجرد) هي قرية تقع في إيران في البلدة المركزية. يقدر عدد سكانها بـ 203 نسمة بحسب إحصاء 2016.